# إيفان غارسيا
إيفان غارسيا (بالإسبانية: Iván García Cortina) (و. 1995  م) هو راكب دراجة هوائية، من إسبانيا، ولد في خيخون.

## سباقات أو مراحل فاز بها
| التاريخ        | السباق                                                | المركز                                         |
| -------------- | ----------------------------------------------------- | ---------------------------------------------- |
| 03 أبريل 2016  | تريبتيك ديس مونتس إت شاتيوكس 2016                     | العاشر في التصنيف العام                        |
| 09 أبريل 2016  | روند فان فلانديرن بيلوفتن 2016                        | الثامن في التصنيف العام                        |
| 29 مايو 2016   | Paris–Roubaix Espoirs 2016                            | العاشر في التصنيف العام                        |
| 27 أغسطس 2016  | تور دي أفينير 2016                                    | السادس في تصنيف النقاط                         |
| 06 أغسطس 2017  | سباق الطريق لنخبة الرجال - بطولة أوروبا للدراجات 2017 | الثامن في التصنيف العام                        |
| 11 مارس 2018   | باريس-نيس 2018                                        | السابع في تصنيف أفضل شاب                       |
| 29 يوليو 2018  | رايد لندن 2018                                        | الرابع في التصنيف العام                        |
| 10 فبراير 2019 | فولتا فالنسيا 2019                                    | التاسع في تصنيف أفضل شاب                       |
| 17 مارس 2019   | باريس-نايس 2019                                       | التاسع في تصنيف أفضل شاب                       |
| 18 أغسطس 2019  | طواف إينكو 2019                                       | السابع في التصنيف العام                        |
| 15 سبتمبر 2019 | جائزة مونتريال الكبرى للدراجات 2019                   | الثالث في التصنيف العام                        |
| 06 أكتوبر 2019 | 2019 Gran Premio Bruno Beghelli                       | السابع في التصنيف العام                        |
| 23 أغسطس 2020  | سباق الطريق للرجال في بطولة إسبانيا 2020              | الرابع في التصنيف العام                        |
| 25 أغسطس 2020  | جي بي واست-فرنسا 2020                                 | العاشر في التصنيف العام                        |
| 30 أغسطس 2020  | تور دو بويتو-شارنتيس 2020                             | الثالث في تصنيف النقاط                         |
| 19 سبتمبر 2021 | إشبورن-فرانكفورت 2021                                 | السادس في التصنيف العام                        |
| 27 يناير 2022  | تروفيو ألكوديا-بورت دي ألكوديا 2022                   | الرابع في التصنيف العام                        |
| 27 مارس 2022   | غنت-وفلجم 2022                                        | الثامن في التصنيف العام                        |
| 21 أغسطس 2022  | أوروآيز الكلاسيكي 2022                                | المرتبة 14 في التصنيف العام                    |
| 09 سبتمبر 2022 | جائزة كيبيك الكبرى للدراجات 2022                      | الخامس في التصنيف العام                        |
| 25 سبتمبر 2022 | سباق الطريق في بطولة العالم 2022                      | المرتبة 11 في التصنيف العام                    |
| 03 أكتوبر 2022 | كوبا بيرنوشي 2022                                     | الخامس في التصنيف العام                        |
| 06 أكتوبر 2022 | غران بيمونتي 2022                                     | الأول في التصنيف العام                         |
| 29 يناير 2023  | تروفيو بالما 2023                                     | الرابع في التصنيف العام                        |
| 24 مارس 2023   | إي ثري هاريل بيك 2023                                 | الخامس في التصنيف العام                        |
| 06 أغسطس 2023  | سباق الطريق في بطولة العالم 2023                      | المرتبة 30 في التصنيف العام                    |
| 19 أغسطس 2023  | طواف برغش 2023                                        | السادس في تصنيف النقاط                         |
| 24 سبتمبر 2023 | سباق الطريق لنخبة الرجال في بطولة أوروبا 2023         | المرتبة 11 في التصنيف العام                    |
| 28 سبتمبر 2023 | 2023 Coppa Agostoni                                   | السابع في التصنيف العام                        |
| 09 أغسطس 2024  | طواف برغش 2024                                        | الثاني في تصنيف النقاط                         |
| 06 أبريل 2025  | طواف فلاندرز 2025                                     | التاسع في التصنيف العام                        |
| 27 أبريل 2025  | فولتا أستورياس 2025                                   | الثاني في تصنيف الجبال، الثالث في تصنيف النقاط |

## روابط خارجية
- إيفان غارسيا على موقع الاتحاد الدولي للدراجات (الإنجليزية)
- إيفان غارسيا على موقع أرشيف الدراجات (الإنجليزية)
- إيفان غارسيا على موقع إحصائيات الدراجات الإحترافية (الإنجليزية)
- إيفان غارسيا على موقع نسبة الدراجات (الإنجليزية)
- إيفان غارسيا على موقع CycleBase (الإنجليزية)